# Liste du patrimoine mondial en Belgique
Cet article recense les sites inscrits au patrimoine mondial en Belgique.

## Statistiques
La Belgique ratifie la Convention pour la protection du patrimoine mondial, culturel et naturel le 24 juillet 1996. Les trois premiers sites protégés sont inscrits en 1998 lors de la 22e session du Comité du patrimoine mondial. Il s'agissait des Béguinages flamands, des quatre ascenseurs du canal du Centre et de la Grand-Place de Bruxelles.
En 2023, la Belgique compte seize sites inscrits au patrimoine mondial, quinze culturels et un naturel. Certains sites occupent des lieux multiples. C'est le cas pour quarante-trois sites funéraires et mémoriels de la Première Guerre mondiale, trente-trois beffrois, treize béguinages flamands, quatre habitations majeures de Victor Horta et quatre sites miniers wallons. La Belgique possède ainsi 108 lieux inscrits au patrimoine mondial. Ce chiffre peut être ramené à 106 si l'on tient compte que le beffroi et le béguinage de Bruges font aussi partie du site du centre historique de Bruges.
Le pays a également soumis quinze sites à la liste indicative, quatorze culturels et un mixte.

## Listes

### Patrimoine mondial
Les sites suivants sont inscrits au patrimoine mondial :
| Id.  | Site                                                                                         | Province                                                                                                | Année     | Superficie (ha) | Critères et notes | Coordonnées                      | Illus. |
| ---- | -------------------------------------------------------------------------------------------- | --- | --------- | --------------- | --- | -------------------------------- | ------ |
| 943  | Beffrois de Belgique et de France                                                            | Anvers, Brabant flamand, Province de Flandre-Occidentale, Flandre-Orientale, Hainaut, Limbourg et Namur | 1999 2005 |                 | Culturel, (ii), (iv) Site transfrontalier partagé avec la France. Site regroupant originellement 32 beffrois de Belgique et intitulé « Beffrois de Flandre et de Wallonie », étendu en 2005 à 23 beffrois français et un 33e beffroi belge.                                                                    | 50° 10′ 26″ nord, 3° 13′ 52″ est |        |
| 855  | Béguinages flamands                                                                          | Anvers, Brabant flamand, Province de Flandre-Occidentale, Flandre-Orientale, et Limbourg                | 1998      | 60              | Culturel, (ii), (iii), (iv) Comprend les béguinages de Bruges, Courtrai, Diest, Hoogstraten, Gand, Lierre, Louvain, Malines, Mont-Saint-Amand-lez-Gand, Saint-Trond, Termonde, Tongres et Turnhout | 51° 01′ 52″ nord, 4° 28′ 26″ est |        |
| 1009 | Cathédrale Notre-Dame de Tournai                                                             | Hainaut                                                                                                 | 2000      | 0,5             | Culturel, (ii), (iv) | 50° 36′ 22″ nord, 3° 23′ 20″ est |        |
| 1555 | Colonies de bienfaisance                                                                     | Anvers                                                                                                  | 2021      | 550             | Culturel, (ii), (iv) Site transfrontalier avec les Pays-Bas 1 site en Belgique : colonie de Wortel. | 51° 24′ 10″ nord, 4° 49′ 28″ est |        |
| 1185 | Complexe Maison-Ateliers-Musée Plantin-Moretus, Anvers                                       | Anvers                                                                                                  | 2005      | 0,23            | Culturel, (ii), (iii), (iv), (vi) | 1° 13′ 05″ nord, 4° 23′ 53″ est  |        |
| 1133 | Forêts primaires de hêtres des Carpates et d'autres régions d'Europe                         | Brabant flamand, Brabant wallon, Bruxelles-Capitale                                                     | 2017      | 1 133           | Naturel, (ix) Site transfrontalier avec l'Albanie, l'Allemagne, l'Autriche, la Bosnie-Herzégovine, la Bulgarie, la Croatie, l'Espagne, la France, l'Italie, la Macédoine du Nord, la Pologne, Roumanie, la Slovaquie, la Slovénie, la Suisse, la Tchéquie et l'Ukraine. 1 site en Belgique : forêt de Soignes. | 50° 46′ 56″ nord, 4° 27′ 09″ est |        |
| 1005 | Habitations majeures de l'architecte Victor Horta, Bruxelles et Saint-Gilles                 | Bruxelles-Capitale                                                                                      | 2000      |                 | Culturel, (i), (ii), (iv) Comprend l'hôtel Tassel, l'hôtel van Eetvelde, l'hôtel Solvay, la maison et l'atelier Horta | 50° 49′ 41″ nord, 4° 21′ 43″ est |        |
| 857  | La Grand-Place de Bruxelles, Bruxelles                                                       | Bruxelles-Capitale                                                                                      | 1998      | 1,48            | Culturel, (ii), (iv) | 50° 50′ 49″ nord, 4° 21′ 07″ est |        |
| 996  | Le centre historique de Bruges                                                               | Flandre-Occidentale                                                                                     | 2000      | 410             | Culturel, () | 51° 12′ 32″ nord, 3° 13′ 30″ est |        |
| 1613 | Les grandes villes d'eaux d'Europe                                                           | Liège                                                                                                   | 2021      | 772             | Culturel, (ii), (iii) Site transfrontalier avec l’Allemagne, l’Autriche, la France, l’Italie, le Royaume-Uni et la Tchéquie. 1 site en Belgique : Spa. | 50° 30′ 00″ nord, 5° 52′ 01″ est |        |
| 856  | Les quatre ascenseurs du canal du Centre et leur site, La Louvière et Le Rœulx               | Hainaut                                                                                                 | 1998      | 67              | Culturel, (iii), (iv) | 50° 28′ 52″ nord, 4° 08′ 13″ est |        |
| 1567 | Les sites funéraires et mémoriels de la Première Guerre mondiale (Front Ouest)               | Flandre-Occidentale, Hainaut, Liège, Luxembourg, Namur                                                  | 2023      |                 | Culturel, (iii), (iv), (vi) Site transfrontalier avec la France Comprend 43 sites distincts en Belgique. |                                  |        |
| 1321 | L'œuvre architecturale de Le Corbusier, une contribution exceptionnelle au Mouvement Moderne | Anvers                                                                                                  | 2016      | 98,4838         | Culturel, (ii), (vi) Site transfrontalier avec l’Allemagne, l’Argentine, la France, l’Inde, le Japon et la Suisse 1 site en Belgique : Maison Guiette. | 51° 11′ 01″ nord, 4° 23′ 36″ est |        |
| 1006 | Minières néolithiques de silex de Spiennes, Mons                                             | Hainaut                                                                                                 | 2000      | 172             | Culturel, (i), (iii), (iv) | 0° 25′ 52″ nord, 3° 58′ 44″ est  |        |
| 1298 | Palais Stoclet, Woluwe-Saint-Pierre                                                          | Bruxelles-Capitale                                                                                      | 2009      | 0,86            | Culturel, (i), (ii) | 50° 50′ 06″ nord, 4° 24′ 58″ est |        |
| 1344 | Sites miniers majeurs de Wallonie                                                            | Hainaut et Liège                                                                                        | 2012      | 118             | Culturel, (ii), (iv) Comprend les sites du Grand-Hornu (Boussu), du Bois-du-Luc (La Louvière), du Bois du Cazier (Charleroi) et de Blegny-Mine (Blegny). | 50° 26′ 06″ nord, 3° 50′ 17″ est |        |

### Liste indicative
Les sites suivants sont inscrits sur la liste indicative.
| Site | Province                              | Type                             | Date | Superficie (ha) | Lien | Notes                                        | Coordonnées | Illus. |
| --- | ------------------------------------- | -------------------------------- | ---- | --------------- | ---- | -------------------------------------------- | --- | ------ |
| Le champ de bataille de Waterloo, la fin de l’épopée napoléonienne                                             | Brabant wallon                        | Culturel (ii), (iii), (vi)       | 2008 |                 | 5362 |                                              | 50° 40′ 59″ nord, 4° 24′ 00″ est |        |
| Le noyau historique médiéval ou la « Cuve » de Gand, et les deux abbayes qui sont à son origine                | Flandre-Orientale                     | Culturel (ii), (iv)              | 2002 |                 | 856  |                                              | 51° 03′ 00″ nord, 3° 43′ 59″ est |        |
| Le Palais de justice de Bruxelles                                                                              | Bruxelles-Capitale                    | Culturel (i)                     | 2008 |                 | 5357 |                                              | 50° 50′ 13″ nord, 4° 21′ 07″ est |        |
| Le Palais des Princes-Évêques de Liège                                                                         | Liège                                 | Culturel (ii), (iii)             | 2008 |                 | 5361 |                                              | 50° 38′ 46″ nord, 5° 34′ 23″ est |        |
| Le Panorama de la bataille de Waterloo, exemple particulièrement significatif de « Phénomène de Panoramas »    | Brabant wallon                        | Culturel (i), (ii), (iv), (vi)   | 2008 |                 | 5364 |                                              | 50° 40′ 59″ nord, 4° 24′ 00″ est |        |
| Le plateau des Hautes Fagnes                                                                                   | Liège                                 | Culturel (v)                     | 2008 |                 | 5358 |                                              | 50° 32′ 38″ nord, 6° 04′ 41″ est |        |
| Le tronçon Bavay-Tongres de la chaussée romaine Boulogne-Cologne situé sur le territoire de la Région wallonne | Brabant wallon, Hainaut, Liège, Namur | Culturel (iii), (iv)             | 2008 |                 | 5359 |                                              | 50° 38′ 02″ nord, 5° 07′ 41″ est |        |
| Les citadelles mosanes                                                                                         | Liège, Namur                          | Culturel (ii)                    | 2008 |                 | 5365 | 3 sites : citadelles de Dinant, Huy et Namur | 50° 27′ 29″ nord, 4° 51′ 32″ est |        |
| Les passages de Bruxelles / Les Galeries royales Saint-Hubert                                                  | Bruxelles-Capitale                    | Culturel (ii), (iv)              | 2008 |                 | 5355 |                                              | 50° 50′ 49″ nord, 4° 21′ 18″ est |        |
| Leuven - Louvain -, bâtiments universitaires, l’héritage de six siècles au sein du centre historique           | Brabant flamand                       | Culturel (ii), (iii), (iv), (vi) | 2002 |                 | 1712 |                                              | 50° 52′ 59″ nord, 4° 42′ 00″ est |        |
| L’œuvre architecturale d’Henry Van de Velde                                                                    | Bruxelles-Capitale                    | Culturel (i), (ii)               | 2008 |                 | 5356 |                                              | 50° 47′ 46″ nord, 4° 19′ 59″ est |        |
| Noyau historique d’Antwerpen - Anvers - de l’Escaut aux anciens remparts de vers 1250                          | Anvers                                | Culturel (ii), (iv), (vi)        | 2002 |                 | 857  |                                              | 51° 13′ 01″ nord, 4° 24′ 00″ est |        |
| Haute Campine - Paysage industriel de transition                                                               | Province de Limbourg                  | Mixte (iv), (vi), (viii)         | 2011 |                 | 5623 |                                              | 51° 00′ nord, 5° 40′ est |        |
| Les sites à fossiles néandertaliens de Wallonie                                                                | Liège, Namur                          | Culturel (iii), (vi)             | 2019 |                 | 6398 |                                              | Grotte Schmerling à Flémalle (Province de Liège) : 50° 35′ 32″ N, 5° 24′ 33″ E Grotte Scladina à Andenne (Province de Namur) : 50° 29′ 09″ N, 5° 01′ 34″ E Grotte de Goyet à Gesves (Province de Namur) : 50° 26′ 46″ N, 5° 00′ 50″ E Grotte de Spy à Jemeppe-sur-Sambre (Province de Namur) : 50° 28′ 49″ N, 4° 40′ 29″ E |        |
| Hôpital Notre-Dame à la Rose - Lessines                                                                        | Hainaut                               | Culturel (iii), (iv)             | 2019 |                 | 6399 |                                              | N50,713049 – E3,83161150° 42′ 47″ N, 3° 49′ 54″ E |        |